# Anapistula benoiti
Anapistula benoiti är en spindelart som beskrevs av Forster och Norman I. Platnick 1977. Anapistula benoiti ingår i släktet Anapistula och familjen Symphytognathidae.
Artens utbredningsområde är Kongo. Inga underarter finns listade i Catalogue of Life.